# I-boycott
I-boycott.org est une plateforme collaborative de lancement de campagnes de boycott. Le site est administré par l'association I-buycott, créée en 2015 par deux frères, Levent Acar et Bulent Acar.
La plateforme permet aux internautes inscrits de mener une action commune en participant à des campagnes de boycott visant une entreprise considérée comme non éthique, ou un des produits qu'elle fabrique ou distribue.

## Historique
L’idée d’une plateforme de boycott en ligne est née de plusieurs constats qui préoccupent les consommateurs : les nombreux scandales éthiques au sein de différentes entreprises et le manque de transparence dans le monde économique. Les pétitions de toutes sortes fleurissent pour dénoncer cet état de fait mais sont bien trop souvent impuissantes pour inquiéter les entreprises. Dans le but de parer aux insuffisances et au temps que prend la pratique pétitionnaire pour transformer la vie des citoyens, la plateforme I-boycott.org place les individus au centre du processus en leur permettant de participer puis de lancer des campagnes de boycott : en somme, de devenir les acteurs des changements qu’ils souhaitent pour la société. Ainsi, en travaillant à la construction d’une communauté de consom'acteurs partageant les mêmes valeurs, I-buycott encourage le développement d’un véritable contre-pouvoir citoyen.
L'association est créée en octobre 2015. Une campagne de financement participatif est lancée le 12 octobre 2015 sur KissKissBank pour le projet de plateforme, et se clôture deux mois après en ayant récolté 140 % du montant initial demandé,. Le 1er juin 2016, la plateforme est officiellement lancée sur Paris en version beta.
Les premières campagnes en direct, administrées par l'association I-buycott suivent. Le 6 juin 2016, les boycottants obtiennent la première réponse d'une entreprise ciblée par une campagne de boycott en France, ils peuvent alors voter pour la levée ou non de la campagne. Le 25 juillet 2016, ouverture de la plateforme aux associations et aux collectifs de citoyens. Le 31 juillet 2016, I-boycott est reconnue d'intérêt général, ce qui signifie une déduction d’impôt sur les dons et par conséquent de plus grandes possibilités pour I-buycott d'évoluer. Des personnalités affichent leur soutien à cette plateformes, tels que Coline Serreau, Pierre Rabhi, Audrey Vernon, le lanceur d'alerte Antoine Deltour, ou encore Philippe Pascot, ancien adjoint au maire d'Ivry sous Emmanuel Valls, militant pour l'inéligibilité des élus condamnés par la justice. Le 4 aout 2016, Sea Shepherd France est la première association à lancer une campagne de boycott en France. Le 2 décembre de la même année, Levent Acar, cofondateur d'I-buycott, est invité en tant qu'intervenant à la troisième édition du TedXlyon sur le thème de « l'Amour et autres fondamentaux ».[réf. nécessaire]
Le 14 janvier 2017, la plateforme I-boycott.org s'ouvre à l'ensemble des citoyens,.
L'association I-buycott a développé en 2018 une application mobile buyOrNot qui s'appuie sur la base de données Open Food Facts[réf. nécessaire].

## Objectifs
I-buycott vise un changement de paradigme (aussi bien sur le plan social, environnemental qu'en matière énergétique, en matière de droits humains et de droits des animaux). La plateforme vise un dialogue bienveillant, argumenté et objectif entre agents économiques, associations et consommateurs ou usagers. Les entreprises visées disposent d'un droit de réponse.

## Financement
I-buycott se finance exclusivement par les dons, provenant de particuliers, d'entreprises ou par l'utilisation du moteur de recherche Lilo[réf. nécessaire], ainsi que par les formations. Le serious game EthicOrNot invite ses participants à se glisser dans la peau de consommateurs, de politiques ou encore de chefs d’entreprise, afin de faire comprendre les mécanismes de la société de consommation et ses limites.

## Campagnes notoires
- H&M > Thème : Sécurité du personnel, Droit du travail lancée par I-buycott[19], 1er seuil = 5 000 boycottants, 1ère réponse de l'entreprise. Statut : Campagne maintenue à la suite du vote de la communauté.
- Lactalis > Thème : Respect du fournisseur, lancée par I-buycott[20],1er seuil = 5 000 boycottants[21], 1ère réponse de l'entreprise. Statut[22] : Campagne maintenue à la suite du vote de la communauté[23].

## Récompenses
- 2016 : Prix public la Fabrique Aviva[24]